# Момот тринідадський
Момот тринідадський (Momotus bahamensis) — вид сиворакшоподібних птахів родини момотових (Momotidae).

## Поширення
Ендемік Тринідаду і Тобаго. Трапляється на обох островах, але на Тобаго чисельніший ніж на Тринідаді.

## Опис
Тіло завдовжки 38-43 см, вагою 99—114 г. Птах стрункої статури. Хвіст довгий, ступінчастий, синього кольору. Два кермових пера видовжені і закінчуються «прапорцями». Спина, крила і хвіст забарвлені в зелений колір. Черево та груди рудовато-помаранчевого кольору. Верхня частина голови блакитна з чорною маківкою. Лицьова маска чорна з синьою каймою. На вухах є синя пляма. На горлі є невелика кількість чорного пір'я, яке утворює цятку. Очі червоні. Дзьоб чорний і міцний. Статевий диморфізм не виражений.

## Спосіб життя
Живе під пологом дощового лісу, трапляється також на плантаціях і садах. Живиться комахами, дрібними хребетними, рідше плодами. Гнізда облаштовує у норах. У гнізді 3-4 білих яйця.